# Temporada 1924-1925 del Liceu
La temporada 1924-1925 del Liceu va tenir tres grans dives: la italiana Ernestina Poli-Randaccio, la francesa Emma Luart i l'alemanya Carlota Dahmen.
Curiosament fins aquesta temporada (15 de gener) no s'estrenaria La flauta màgica de Mozart.
Abans de l'acte II de Madama Butterfly es fa un minut di silenci en memòria de Giacomo Puccini, mort el 29 de novembre de 1924.
| Temporada 1924-1925 del Liceu |                         |                   |                   | |           |                                 |
| Òpera                         | Compositor              | Director musical  | Director d'escena | Papers principals | Producció | Dates                           |
| Borís Godunov                 | Modest Mússorgski       | Albert Coates     | Alexandre Sanine  | Hélène Sadoven, Maria Davidoff, Theodore Ritch, Giorgio Lanskoy, Constantin Kaidonoff                                                                                               |           | 20 de novembre                  |
| Manon                         | Jules Massenet          | Henry Defosse     | Edmond Warney     | Emma Luart, Fanny Anitúa, Antonin Trantoul, Daniel Vigneau, Raoul Deval |           | 22 de novembre                  |
| Aida                          | Giuseppe Verdi          | Vincenzo Bellezza |                   | Ernestina Poli-Randaccio, Fanny Anitúa, Felipe Santagostino, Victor Damiani, Gabriel Olaizola, Michele Fiore                                                                        |           | 27 de novembre al 5 de desembre |
| Louise                        | Gustave Charpentier     | Henry Defosse     | Edmond Warney     | Emma Luart, Antonin Trantoul, Raoul Deval, Ritchardson, Gorinskaya |           | 29 de novembre                  |
| Tsar Saltan                   | Nikolai Rimski-Kórsakov | Albert Coates     | Alexandre Sanine  | Giorgio Lanskoy, Hélène Smirnova, Swetchinskaya, Ivanova, Davydova |           | 4 de desembre                   |
| L'africana                    | Giacomo Meyerbeer       | Vincenzo Bellezza |                   | Ernestina Poli-Randaccio, Felipe Santagostino, Victor Damiani, Gabriel Olaizola |           | 11 de desembre                  |
| Hérodiade                     | Jules Massenet          | Henry Defosse     | Edmond Warney     | Emma Luart, Antonin Trantoul, Raoul Deval, Hélène Sadoven |           | 13 de desembre                  |
| Sor Beatriz                   | Antoni Marquès i Puig   | Vincenzo Bellezza |                   | Ernestina Poli-Randaccio, Felipe Santagostino, Gabriel Olaizola, Elena Lucci |           | 20 de desembre                  |
| Kasxei l'immortal             | Nikolai Rimski-Kórsakov | Albert Coates     | Alexandre Sanine  | Hélène Sadoven, Hélène Smirnova, Raissoff, Georges Jurenieff, Giorgio Lanskoy |           | 23 de desembre                  |
| La fira de Sorótxintsi        | Modest Mússorgski       | Albert Coates     | Alexandre Sanine  | Bitch, Smirnova, Maria Davidoff, Konstantin Kaidanoff |           | 24 de desembre                  |
| Carmen                        | Georges Bizet           | Albert Coates     | Alexandre Sanine  | Maria Davidoff, Antonin Trantoul, Daniel Vigneau, Lydia Gorinskaia |           | 25 de desembre                  |
| Gli Ugonotti                  | Giacomo Meyerbeer       | Josep Sabater     |                   | John O'Sullivan, Angelo Masini Pieralli, Ernestina Poli-Randaccio, Emma Luart, Gabriel Olaizola                                                                                     |           | 27 de desembre                  |
| Khovànxtxina                  | Modest Mússorgski       | Albert Coates     | Alexandre Sanine  | Maria Davidoff, Elisabeth Ivanova, Hélène Smirnova, Georges Jurenieff, Giorgio Lanskoy, Kapiton Zaporogetz, Alex Wasselowski, Detril, Vladimir Boidaroff, Conrad Giralt, Josep Armi |           | 19 de desembre                  |
| Madama Butterfly              | Giacomo Puccini         | Vincenzo Bellezza | Francesc Rayer    | Carlota Dahmen, Theodore Ritch (1 gener), Giuseppe Taccani (22 gener), Víctor Damiani, Elena Lucci, Alexine Zanardi, Vicenç Gallofré, Antoni Oliver, Conrad Giralt, Josep Ricart    |           | 1, 22 gener                     |
| Els mestres cantaires         | Richard Wagner          | Felix Weingartner | Lert              | Carlota Dahmen, Besalla, Kalenberg, Schipper, Wiedremann, Maratsky, Nissen, Reiss                                                                                                   |           | 7 de gener                      |
| La flauta màgica              | Wolfgang Amadeus Mozart | Felix Weingartner | Lert              | Carlota Dahmen, Besalla, Kalenberg, Frind, Wiedremann, Maratsky, Nissen, Reiss |           | 15 al 24 de gener               |
| Mefistofele                   | Arrigo Boito            | Vincenzo Bellezza |                   | Ebe Boccolini-Zacconi, Giuseppe Taccani, Angelo Masini Pieralli |           | 17 al 25 de gener               |
| Das Rheingold                 | Richard Wagner          | Felix Weingartner |                   | Lilly Hafgren, Walter Kirchoff, Carlota Dahmen, Besalla, Schipper, Morowsky, Wiedeman, Nissen, Reiss                                                                                |           | 27 de gener                     |
| La favorita                   | Gaetano Donizetti       | Vincenzo Bellezza | Francesc Rayer    | Hipólito Lázaro, Luisa Silva, Angelo Masini Pieralli, Victor Damiani, Vicenç Gallofré, Josefina Roca                                                                                |           | 28 gener; 1 febrer              |
| Die Walküre                   | Richard Wagner          | Felix Weingartner |                   | Luis Canalda, Lilly Hafgren, Carlota Dahmen, Emil Schipper, Morowsky, Besalla |           | 29 de gener                     |
| Siegfried                     | Richard Wagner          | Felix Weingartner |                   | Lilly Hafgren, Walter Kirchhoff, Carlota Dahmen, Besalla, Schipper, Morowsky, Wiedeman, Nissen, Reiss                                                                               |           | 31 de gener                     |
| Rigoletto                     | Giuseppe Verdi          | Vincenzo Bellezza |                   | Hipòlit Lázaro (8, 10) / Ferdinando Ciniselli (24), Carlo Galeffi (debut), Graziella Pareto, Gabriel Olaizola, Conchita Velázquez                                                   |           | 8, 10 i 24 de febrer            |
| Götterdämmerung               | Richard Wagner          | Felix Weingartner |                   | Lilly Hafgren, Walter Kirchhoff, Carlota Dahmen, Besalla, Schipper, Morowsky, Wiedeman, Nissen, Reiss                                                                               |           | 7 de febrer                     |
| Aida                          | Giuseppe Verdi          | Vincenzo Bellezza |                   | Carlota Dahmen, Hipólito Lázaro, Besalla, Victor Damiani, Gabriel Olaizola, Michele Fiore                                                                                           |           | 11 de febrer                    |
| Il barbiere di Siviglia       | Gioacchino Rossini      | Vincenzo Bellezza | Francesc Rayer    | Graziella Pareto, Ferdinando Ciniselli, Carlo Galeffi, Angelo Masini Pieralli, Michele Fiore, Vicenç Gallofré, Elena Lucci                                                          |           | 12 de febrer                    |
| Pagliacci                     | Gioacchino Rossini      | Vincenzo Bellezza |                   | Carlo Galeffi, Gorinskaya, Taccani, Damiani |           | 17 de febrer                    |
| Die Dorfschule                | Felix Weingartner       | Felix Weingartner |                   | Carlota Dahmen, Jokl, Besalla, Wiedeman, Kirchoff, Reiss |           | 17 de febrer                    |
| La Gioconda                   | Amilcare Ponchielli     |                   |                   | |           | desembre                        |